# Benoni Ambăruş
Benoni Ambăruş (Somușca, 22 settembre 1974) è un arcivescovo cattolico rumeno naturalizzato italiano, dal 18 giugno 2025 arcivescovo di Matera-Irsina e vescovo di Tricarico.

## Biografia
Ambăruş è nato a Somușca, nel distretto di Bacău e nella diocesi di Iași, il 22 settembre 1974.

### Formazione e ministero sacerdotale
È entrato nel seminario minore della diocesi di Iași nel 1990, frequentandolo fino al 1996, anno in cui si è trasferito al Pontificio Seminario Romano Maggiore di Roma, dove ha poi conseguito il baccalaureato in teologia. Nel 2001, ha conseguito la licenza in teologia dogmatica presso la Pontificia Università Gregoriana di Roma.
Il 29 giugno 2000 è stato ordinato presbitero dall'arcivescovo Jean-Claude Périsset, allora nunzio apostolico in Romania. Dal 2001 al 2004 ha rivestito l'incarico di assistente educatore al Pontificio Seminario Romano Maggiore di Roma. Il 21 settembre 2007 si è incardinato ufficialmente nella diocesi di Roma.
Il 16 ottobre 2017 viene nominato vice-direttore della Caritas di Roma, per poi diventarne direttore a partire dal 1º settembre 2018, e svolgere tale incarico fino al 2021.

### Ministero episcopale

#### Vescovo ausiliare di Roma

Stemma da vescovo

Il 20 marzo 2021 papa Francesco lo ha nominato vescovo ausiliare di Roma, assegnandogli la sede titolare di Tronto. Ha quindi ricevuto l'ordinazione episcopale il 2 maggio successivo, nella basilica di San Giovanni in Laterano, dal cardinale vicario per la diocesi di Roma Angelo De Donatis, co-consacranti il cardinale Enrico Feroci e l'arcivescovo di Bucarest Aurel Percă.
Nel vicariato di Roma ha svolto il ministero episcopale come incaricato dell'ambito della diaconia della carità, direttore della pastorale sanitaria e della pastorale carceraria, e presidente della fondazione di culto Caritas Roma. All'interno della Conferenza Episcopale Italiana è segretario della Commissione per le migrazioni; nella Conferenza episcopale laziale, invece, è stato delegato per le migrazioni e per la carità.
Il 28 marzo 2024 ha acquisito ufficialmente la cittadinanza italiana, dopo che due precedenti richieste erano state respinte per via di problemi legati alla documentazione e al riconoscimento dell'equipollenza dei suoi titoli di studio in Italia.

#### Arcivescovo di Matera-Irsina e vescovo di Tricarico
Il 18 giugno 2025 papa Leone XIV lo ha promosso arcivescovo di Matera-Irsina e vescovo di Tricarico, unendo nuovamente in persona episcopi le due sedi; è così subentrato ad Antonio Giuseppe Caiazzo, precedentemente nominato arcivescovo (titolo personale) di Cesena-Sarsina. Ha preso possesso dell'arcidiocesi di Matera-Irsina il 19 luglio mentre il 20 luglio della diocesi di Tricarico.

## Genealogia episcopale
La genealogia episcopale è:
- Cardinale Scipione Rebiba
- Cardinale Giulio Antonio Santori
- Cardinale Girolamo Bernerio, O.P.
- Arcivescovo Galeazzo Sanvitale
- Cardinale Ludovico Ludovisi
- Cardinale Luigi Caetani
- Cardinale Ulderico Carpegna
- Cardinale Paluzzo Paluzzi Altieri degli Albertoni
- Papa Benedetto XIII
- Papa Benedetto XIV
- Papa Clemente XIII
- Cardinale Bernardino Giraud
- Cardinale Alessandro Mattei
- Cardinale Pietro Francesco Galleffi
- Cardinale Giacomo Filippo Fransoni
- Cardinale Carlo Sacconi
- Cardinale Edward Henry Howard
- Cardinale Mariano Rampolla del Tindaro
- Cardinale Antonio Vico
- Arcivescovo Filippo Cortesi
- Arcivescovo Zenobio Lorenzo Guilland
- Vescovo Anunciado Serafini
- Cardinale Antonio Quarracino
- Papa Francesco
- Cardinale Angelo De Donatis
- Arcivescovo Benoni Ambăruş